# اترندورف
شهر اترندورف (به آلمانی: Otterndorf) در ایالت نیدرزاکسن در کشور آلمان واقع شده‌است.

## نگارخانه

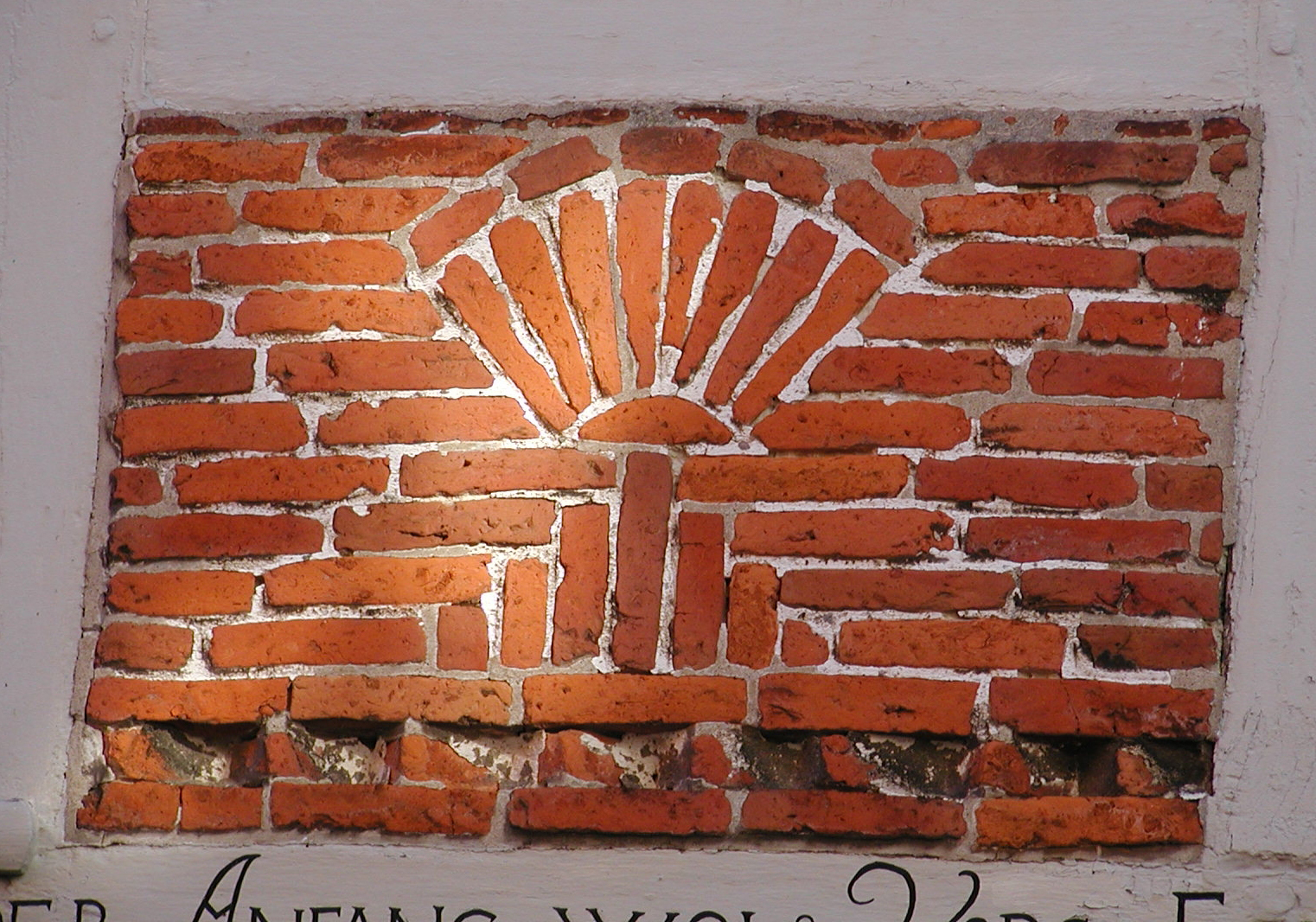
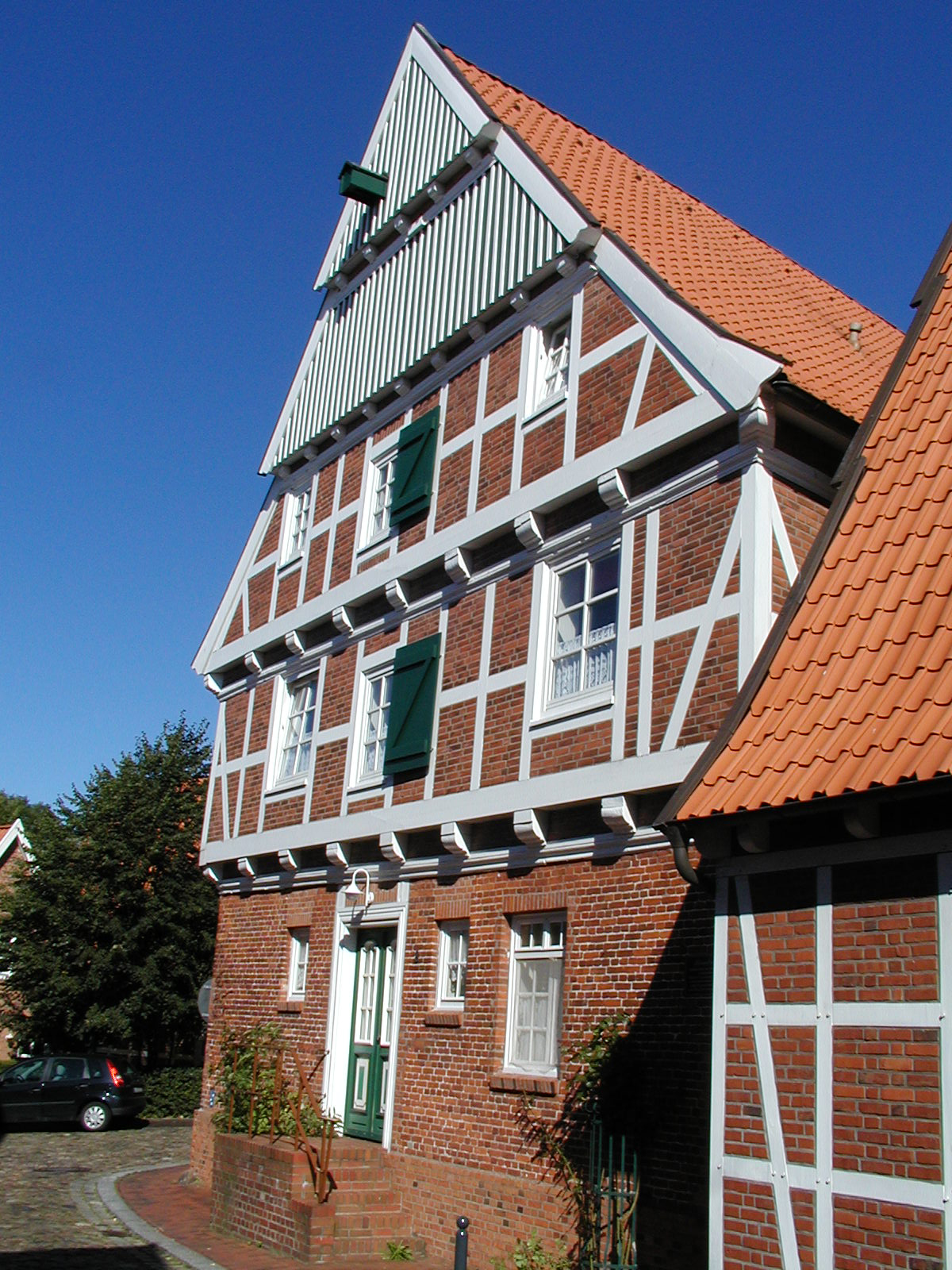
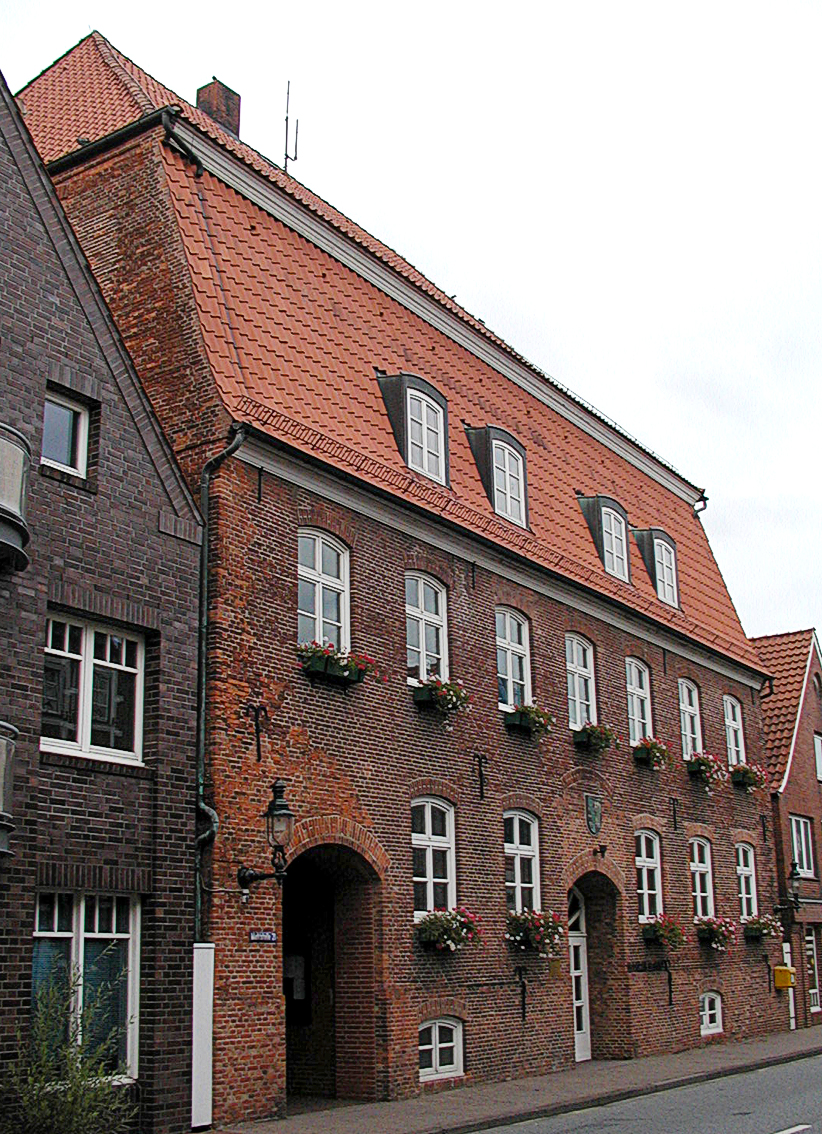
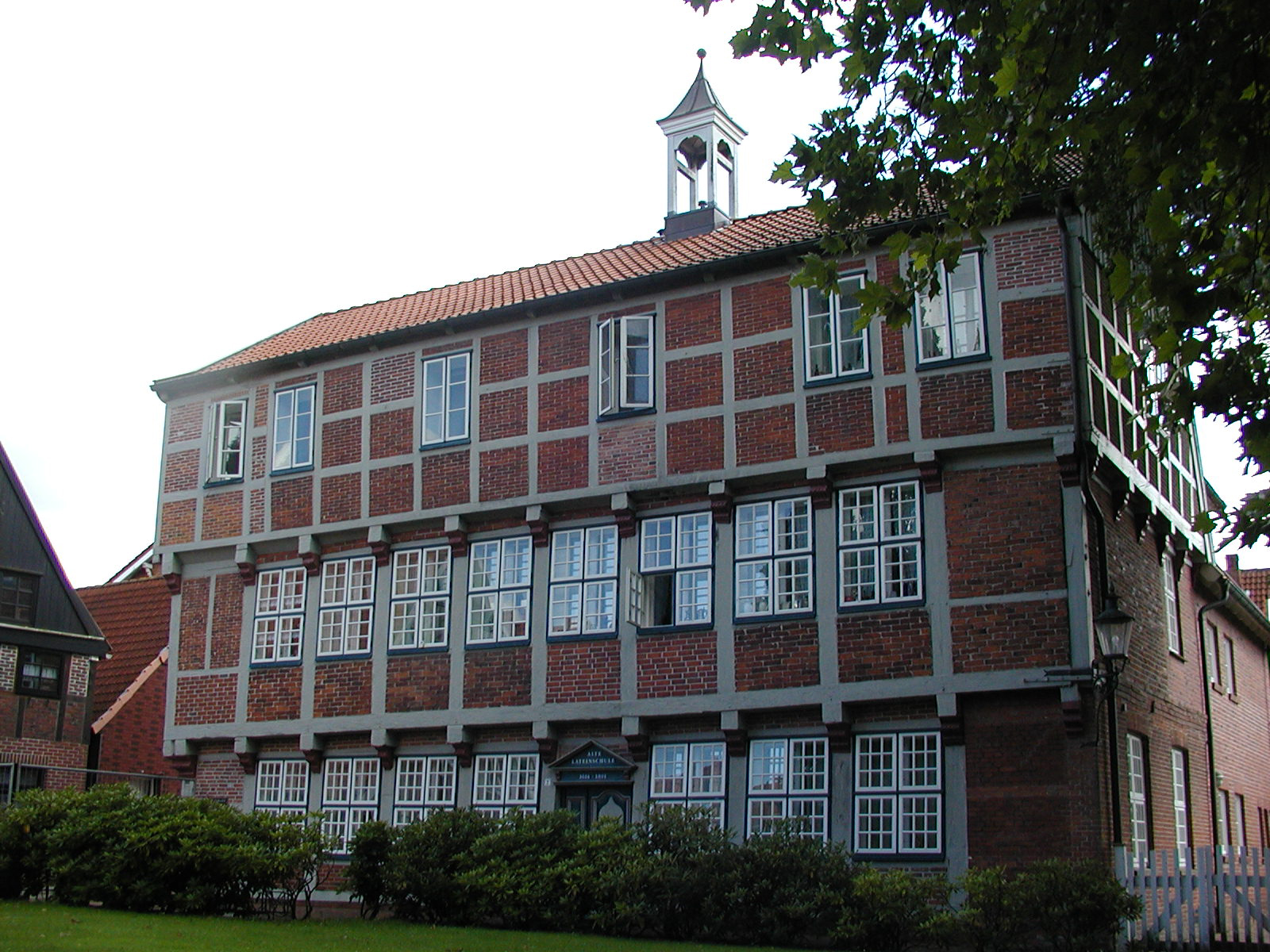
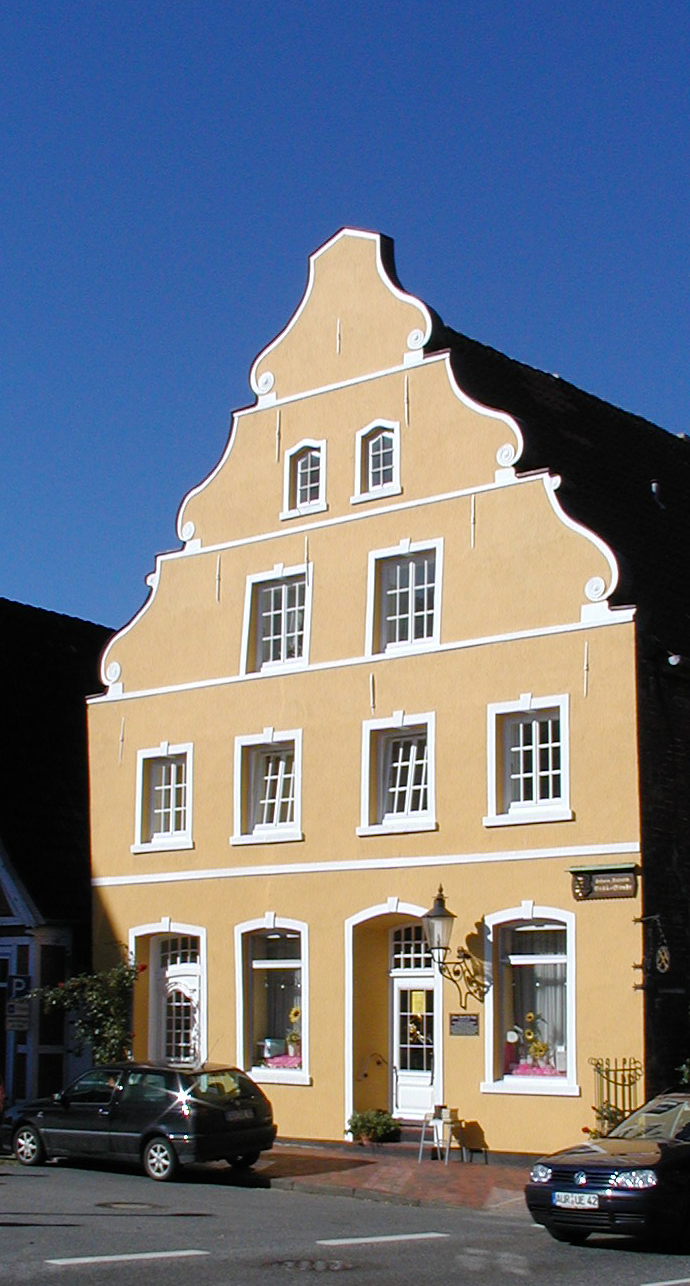